# Гуинн, Хейдн
Хейдн Гуи́нн (англ. Haydn Gwynne; 21 марта 1957, Херстпирпойнт,Сассекс,Англия,Великобритания — 20 октября 2023) — английская актриса

, певица и преподаватель английского языка, обладатель Премии Лоренса Оливье.

## Биография
Хейдн Гуинн родилась 5 октября 1957 года в Херстпирпойнте (графство Сассекс, Англия, Великобритания) в семье Гая Томаса Хейдена-Гуинна. Она играла в теннис на местном уровне, перед тем как начать изучать социологию в Ноттингемском университете, свободно говорила по-французски и по-итальянски. Затем она провела пять лет в Италии, где преподавала английский язык как иностранный, в Римском университете Ла Сапиенца.

## Карьера
Гуинн стала актрисой, когда ей было двадцать с небольшим лет. В своей первой заметной телевизионной роли она сыграла лектора-феминистку доктора Робин Пенроуз в мини-сериале на BBC, постановке «Хорошая работа», Дэвида Лоджа в 1989 году.
Она была номинирована на премию BAFTA 1992 года за роль в комедийном сериале «Бросьте мёртвого осла» (1990—91), а также получила премию «Драма Деск» в 2009 году за роль в бродвейской постановке «Билли Эллиот». Она также является четырёхкратным номинантом на Премию Лоренса Оливье. Среди её других телевизионных ролей работы в сериалах «Максимум практики» (1999—2000), «Мерсибит» (2001—02) и «Виндзоры» (2016) (Камилла, герцогиня Корнуольская).
Она также вела работу для благотворительной организации Sightsavers International, группы борьбы со слепотой в развивающихся странах. В августе 2014 года Гуинн была одной из 200 общественных деятелей, которые подписали письмо «Хранитель», выступающее против независимости Шотландии в преддверии сентябрьского референдума по этому вопросу.

## Личная жизнь и смерть
Гуинн состояла в продолжительных отношениях с психотерапевтом Джейсоном Фиппсом, с которым рассталась в дружеских отношениях незадолго до своей смерти. У пары было двое сыновей — Орландо Фиппс (род. 1997) и Кейн Фиппс (род. 2000; при рождении получил имя Харрисон, но юридически изменил своё имя в 17 лет). Она жила в Лондоне.
Гуинн умерла 20 октября 2023 года в Лондонской больнице, в которой проходила лечение от диагностированного месяцем ранее рака, в возрасте 66 лет.

## Фильмография
| Год       |   | Русское название        | Оригинальное название    | Роль                             |
| --------- | - | ----------------------- | ------------------------ | -------------------------------- |
| 1991—2008 | с | Пуаро Агаты Кристи      | Agatha Christie's Poirot | Коко Кортни / Мисс Батерсби      |
| 2004—2011 | с | Убийства в Мидсомере    | Midsomer Murders         | Дженнифер Картер / Мэгги Вивиани |
| 2005      | с | Дэлзил и Пэскоу         | Dalziel and Pascoe       | Доктор МакКензи Мэнсфилд         |
| 2005      | с | Абсолютная власть       | Absolute Power           | Хелена Гривз                     |
| 2005—2007 | с | Рим                     | Rome                     | Кальпурния                       |
| 2008      | с | Льюис                   | Lewis                    | Сандра Уолтерс                   |
| 2010      | с | Шерлок                  | Sherlock                 | Мисс Уэнсслес                    |
| 2010      | с | Новые трюки             | New Tricks               | Сара Хэмлин                      |
| 2014      | с | Безмолвный свидетель    | Silent Witness           | Хелен Фергюсон                   |
| 2014      | с | Смерть в раю            | Death in Paradise        | Шарлотта Доран                   |
| 2014      | с | Закон и порядок: Лондон | Law & Order: UK          | Мэделин Морган                   |
| 2014      | с | Улица потрошителя       | Ripper Street            | Джордж Тейт                      |
| 2015      | с | Отец Браун              | Father Brown             | Профессор Джейн Милтон           |
| 2017      | ф | Красавица и чудовище    | Beauty and the Beast     | Клотильда                        |